# Jiří Růžička (homme politique)
Ne doit pas être confondu avec Jiří Růžička.
Jiří Růžička (né le 12 mai 1948 à Prague) est un professeur de lycée, homme politique et sénateur tchèque. Depuis novembre 2018, il est le vice-président du Sénat  du Parlement de la République tchèque, auquel il a été élu en 2016 pour la circonscription de la liste de Prague 6 sur les candidats TOP 09 et STAN. Depuis 1990 il travaille comme le directeur du lycée Johannes-Kepler. Depuis 2014, il est également représentant du district de la ville de Prague 6 en tant que non partisan de TOP 09.

## Biographie

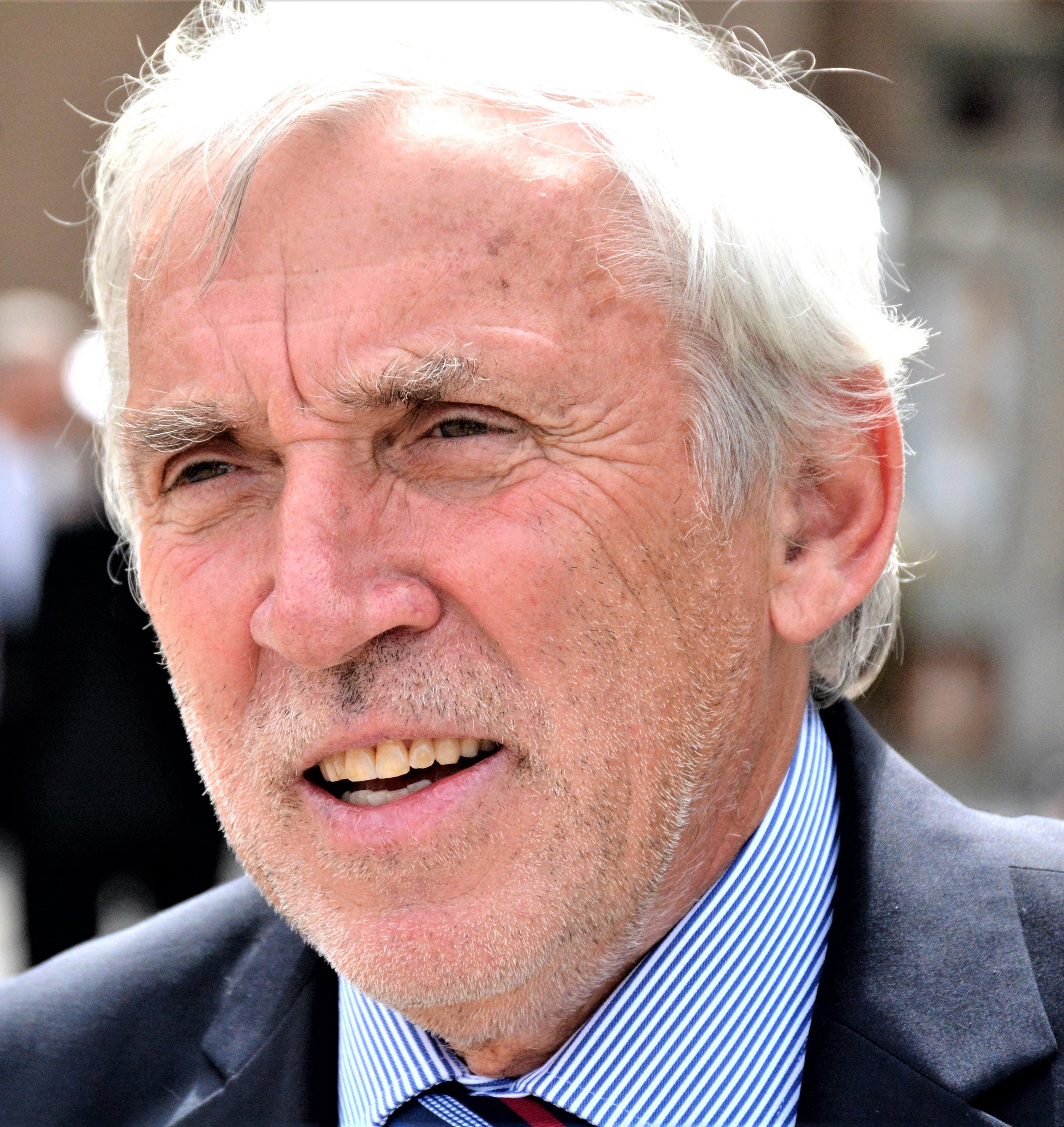
Jiří Růžička en 2018

En 1963, il est diplômé de l'école primaire de la rue Kodaňská à Prague- Vršovice. Dans les années 1963-1966, il est diplômé du SOU à Pardubice, avec une spécialisation en technologie de mesure et de contrôle. À partir de 1966, il a fréquenté le SVVŠ à Vinohrady dans la rue Wilhelma-Piecka, où il a obtenu son diplôme en 1969. À partir de 1969, il a étudié à la Faculté d'éducation physique et des sports de l'université Charles et en 1974, il obtient son diplôme en éducation physique - langue et littérature tchèques.
Jusqu'en 1969, il est employé comme mécanicien de la technologie de mesure et de contrôle dans l'entreprise nationale Mitas Prague 10 pour des raisons politiques. Après avoir obtenu son diplôme universitaire et effectué son service militaire à temps plein, il travaille comme professeur d'enseignement général à partir de 1975, d'abord à l'école pour jeunes malvoyants de Prague - Krč et à partir de 1978 au lycée Johannes-Kepler de Prague 6. En 1990, il obtient le poste de directeur de cette école dans le cadre d'une procédure de faillite, qu'il occupe jusqu'en 2018, date à laquelle il est temporairement démis de ses fonctions pendant son mandat de sénateur.
Dès son plus jeune âge, il se consacre aux activités sportives, notamment l'athlétisme. Il a été membre de l'équipe d'athlétisme Slavia Prague. Au saut à la perche il a représenté la République socialiste tchécoslovaque, il a également remporté plusieurs titres du championnat de la République socialiste tchécoslovaque dans diverses catégories d'âge. Il a pratiqué l'athlétisme même après la fin de sa carrière active, notamment dans le domaine de la biomécanique en athlétisme. Il était membre d'une équipe qui a produit des films professionnels primés pour l'IAAF lors de compétitions européennes et mondiales dans les années 1970 et 1980.
Après avoir pris le poste de directeur du lycée, il s'est concentré sur les questions scolaires dès le début des années 1990, notamment sur le concept d'enseignement secondaire et le domaine de la pédagogie expérientielle. Il s'est concentré sur le concept de programmes éducatifs scolaires, le développement de la personnalité des adolescents et la prévention des phénomènes socialement indésirables. Il est l'un des coauteurs du projet de cours expérimentales pour les lycéens en République tchèque, cofondateur du mouvement national GO, consultant du projet Healthy Six et cofondateur de l'Association of Grammar School Principals.
Il utilise ses nombreuses années d'expérience auprès des adolescents pour de nombreuses activités d'enseignement et de publication, en particulier dans le domaine de l'éducation, de la politique scolaire, de la prévention des phénomènes sociaux indésirables, du travail d'équipe et des programmes de plein air et de consolidation d'équipe. Dans ces domaines, il a coopéré, par exemple, avec l'école de vacances de Lipnice, l'Outward Bound de la République tchèque, le Prague 6 Preventive Center, le Agreement Center, et a été membre permanent de la Commission d'éducation et de formation de Prague 6 et de la Zdravá. Commission Šestka. Depuis 2009, il est président du Board Endowment Fund Journey to education établi par la ville de Prague, qui vise à soutenir les étudiants talentueux et à faciliter l'éducation des élèves ayant des besoins éducatifs particuliers.
En 1970, il épouse Dana Perková, une représentante nationale de la natation tchécoslovaque. Il vit à Prague 6 - Petřiny depuis 1973. Il a deus fils, Jakub et Jan Růžička.

## Distinctions
Dans le domaine de l'éducation, il est récompensé à plusieurs reprises, notamment pour des travaux professionnels. En 2014, il a reçu le prix de la Société savante de la République tchèque pour les enseignants. En 2019, il reçoit la citoyenneté d'honneur de Prague 6.

## Vie politique

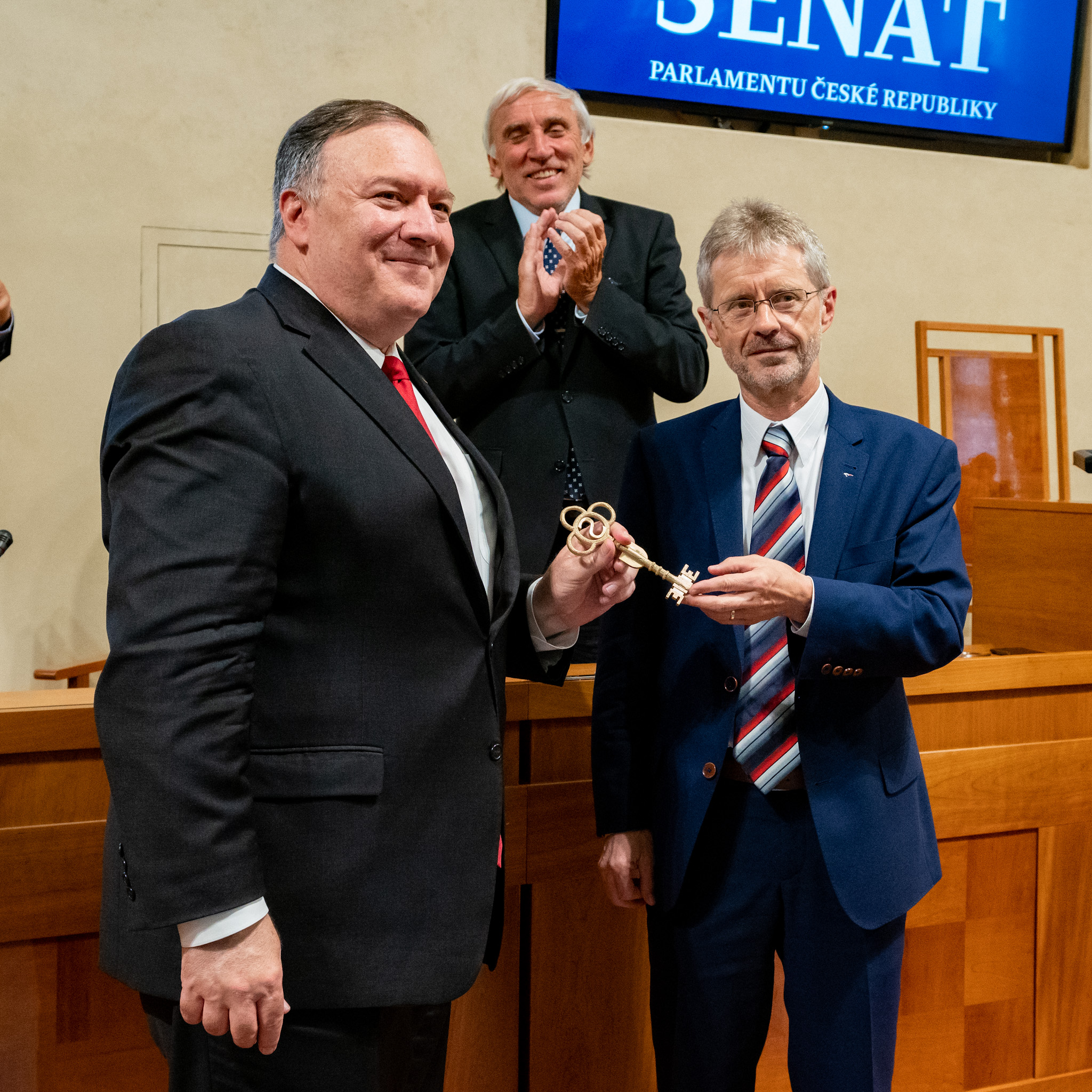
De gauche à droite : le secrétaire d'État américain Mike Pompeo, Jiří Růžička et le président du Sénat tchèque Miloš Vystrčil

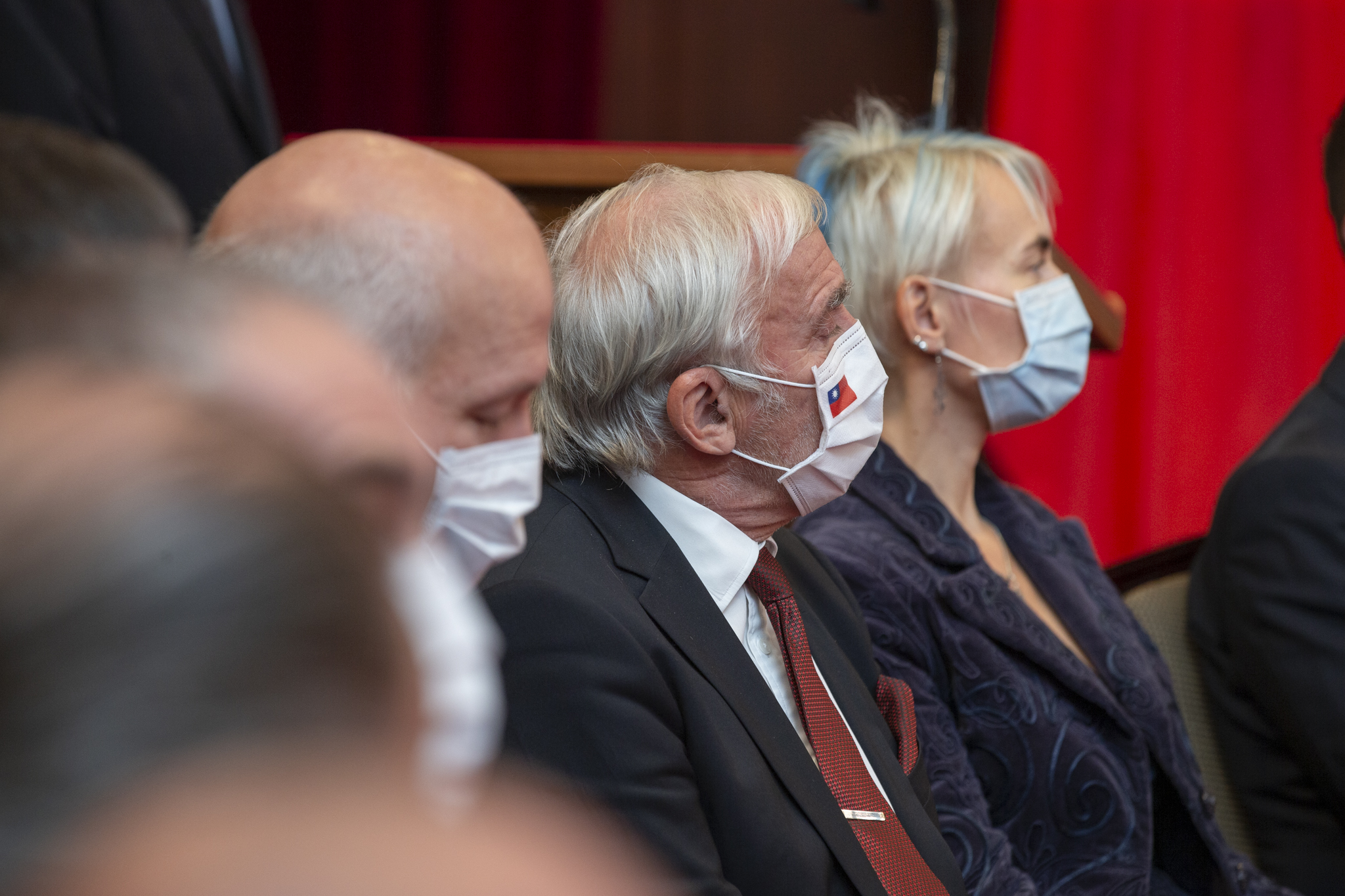
Jiří Růžička en visite officielle à Taïwan

Il n'a jamais été politiquement organisé, mais en 2014, il a accepté une offre de TOP 09 pour se présenter aux élections municipales à Prague 6. Il s'est initialement classé 5e dans le candidat, mais en raison de votes préférentiels, il a terminé premier. Il devient membre du conseil et dirige la Commission pour l'éducation. Aux élections de 2018, il a défendu le mandat du représentant du district de Prague 6, lorsqu'il s'est présenté comme non partisan pour TOP 09 sur le groupe de candidats "KLID. Coalition TOP 09 et KDU-ČSL pour Prague 6 “ . La situation de 2014 s'est répétée, alors qu'il était à l'origine à la 5e place et, en raison de votes préférentiels, il a fini premier. Lors des élections de 2018, il s'est également présenté au conseil municipal de Prague, en tant que non partisan du TOP 09 à la 53e place du candidat du groupe TOP 09 et des maires (STAN) en coopération avec KDU-ČSL, LES et les démocrates Jan Kasl - Forces unies pour Prague ; dans ce cas, cependant, il a échoué.
En 2016, il se présente comme indépendant aux élections sénatoriales du district n° 25 - Prague 6 pour TOP 09 et STAN avec le soutien de KDU-ČSL. Avec un bénéfice de 42,31 % des voix avancé de la première place au deuxième tour, dans lequel il a battu par un rapport de voix de 72,06 % : 27,93 % du candidat CSSD et SZ Vaclav Belohradsky et est devenu sénateur,. Le 14 novembre 2018, lors de sa séance inaugurale du Sénat, il est élu 1er vice-président du Sénat pour son 12e mandat, remplaçant ainsi Miluša Horská. Après la mort subite du président du Sénat, Jaroslav Kubera de l'ODS il prend temporairement les pouvoirs du président de la chambre haute du Parlement de la République tchèque en tant que son adjoint statutaire. Le groupe des Maires et des Indépendants l'a proposé pour le poste de Président du Sénat, mais il est battu aux élections par l'actuel président du groupe des Sénateurs de l'ODS, Miloš Vystrčil, par un ratio de 21 : 52 voix. Le 11 novembre 2020, il est réélu 1er vice-président du Sénat du Parlement de la République tchèque en tant que membre du groupe des maires et des indépendants, recueillant 69 des 77 votes.